# Voto observado (Uruguay)
En Uruguay las elecciones se realizan distribuyendo grupos de ciudadanos en diversos Circuitos electorales, estando obligado cada ciudadano a votar en el circuito que le fue asignado según la serie y número de su Credencial Cívica.
Cuando esto no es posible, el ciudadano debe emitir su voto con la condición de Voto observado. Se trata de un procedimiento especial que incluye datos suficientes para certificar la validez del voto y este no es escrutado hasta tanto dicho extremo no se cumpla. Por esta razón, el cómputo de los votos observados es más lento que el de los votos no observados.
Actualmente solo pueden votar con este procedimiento quienes, por su condición de integrantes de las mesas de votación, custodios o similares, están impedidos de desplazarse al circuito asignado.
Por lo tanto las personas que están inscritas en un departamento y residen en otro, deben viajar a votar al departamento en que están inscriptas.
Ha habido eventos en los que el voto observado tuvo un protagonismo inusitado:
- En el plebiscito de reforma constitucional de 1996, la reforma se aprobó por apenas 9000 votos, pero antes hubo que revisar casi 90.000 votos observados, en un proceso tedioso que tuvo en vilo al sistema político por varias semanas.[2]
- En la segunda vuelta de las elecciones presidenciales de 2019, al momento de culminar el escrutinio primario había una diferencia de 28.666 votos entre los dos candidatos, pero además restaban por abrir 35.229 votos observados.[3]

De todos modos, el respeto a la institucionalidad hizo que nadie dudase de los resultados finales.